# Kiss András (levéltáros)
Kiss András (Facsád, 1922. október 5. – Kolozsvár, 2013. november 17.) romániai magyar jogtörténész, történész, levéltáros, levéltári szakíró. Kiss Mária Gyöngy apja.

## Életútja
Középiskolai tanulmányait Lugoson és Temesvárt kezdte, a kolozsvári Tanárképző Intézet gyakorló gimnáziumában érettségizett (1942). Jogtudományi oklevelet a Bolyai Tudományegyetemen szerzett (1946). A Móricz Zsigmond Kollégium alapító tagja. Szövetkezeti tisztviselő, ügyvédjelölt, egyetemi tanársegéd, 1949-től a Kolozsvári Állami Levéltár munkatársa nyugdíjazásáig (1983). 1990-től az újraalakult EME főtitkára.

## Munkássága
Első írását A magyar diák együtt akar küzdeni román és zsidó kartársaival c. alatt a Világosság közölte (1945). Levéltári és jogtörténeti munkákon kívül elsősorban várostörténettel foglalkozik, több monografikus tanulmánya történelmi és tudományos személyiségekről szól. Az Erdélyi magyar szótörténeti tár történész-szaklektora.
A levéltártan köréből első tanulmányát az 1957-es Kelemen-emlékkönyv közölte Kolozsvár levéltára rendjének fejlődéséről a XVI-XVIII. században; a NyIrK 1959-es összevont számában jelent meg egy másik tanulmánya a besztercei városi levéltár régi magyar nyelvű iratairól. A Revista Arhivelor hasábjain az államosított bankok levéltári anyagáról (1961), az erdélyi úriszékről (1969), régi levéltári leltárakról (1978) ír. Tanulmányai jelennek meg továbbá a levéltártípusokról (Ștefan Meteș la 85 ani. Kolozsvár, 1977), az erdélyi hiteleshelyek sajátosságairól (In memoriam Ion Mărcuș. 1979). Szerzőtársa a Bibliografia arhivisticii românești (1969), valamint az Îndrumător în Arhivele Statului Județul Cluj. I-II. (1979-85) c. köteteknek.
Kelemen Lajos nyomdokain számos adatot közöl Kolozsvár műemlékeiről és lakóinak belső életéről, így az Igazságban a hóstáti Kalandos Társaságról, a régi és új Kétvízközről (1968), az Új Életben a jelvényes aranymíves házról, a Házsongárdi temetőről (1972), az Utunkban a régi farsangolásról (1974) s A Hétben a kolozsvári Várostoronyról (1974). Kiemelkedik helytörténeti tanulmánya a Vitéz Mihály korabeli Zilahról (a Mihai Viteazul și Sălajul c. kötetben, Zilah, 1976) és Ótorda és Újtorda régi kapcsolatairól a tordai múzeum Potaissa c. gyűjteményes kötetében (Torda 1978).
Személyiségrajzi érdeklődésének eredménye ismeretlen Kölcsey-kéziratok közlése (Irodalomtörténet, Budapest 1959), több cikke Kelemen Lajosról (Utunk 1978/43, 44), tanulmánya a történetíró Gheorghe Șincairól (a Művelődéstörténeti tanulmányok 1979-es kötetében). Sokat foglalkozott Varga Katalinnal (1802–1852), a mócok nagyasszonyával: közzétette 1847-ben kelt „tulajdon kezivel tett” életleírását (Korunk, 1957/12), majd „panaszos versei”-t (Utunk 1977/35), végül kötetben tette hozzáférhetővé perének anyagát. Közölte Bethlen Gábornak a kolozsvári mesteremberekhez intézett utasításait (Utunk 1980/38). Jakó Zsigmond scriptoriuma c. írásával (A Hét 1986/37) köszöntötte a 70 éves történettudóst.
Kiss András Boszorkányok, kuruzslók, szalmakoszorús paráznák című válogatása az 1500-as évek végének kolozsvári történéseit és hangulatát idézi (2000). Az Erdélyi magyar szótörténeti tár XI. kötetét Kiss András lektorálta. (2002).

## Köteteiből
- Dicționar juridic român-maghiar. Magyar-román jogi szótár (Hegedűs Sándorral és Nemes Istvánnal, 1978)
- Varga Katalin pere (1979. A könyv Livia Someșfăleanu által készített román fordítása kéziratban maradt)
- Dino Compagni krónikája korának eseményeiről. Fordította, bevezette, jegyzeteit írta Kiss András (1989)
- Források és értelmezések. Bukarest : Kriterion, 1994. 487 p. ISBN 973-26-0276-7 (Történeti és levéltári tanulmányainak gyűjteményes kötete)
- Boszorkányok, kuruzslók, szalmakoszorús paráznák; vál., bev. jegyz. Kiss András; Kriterion, Bukarest, 1998 (Téka)
- Emlékkönyv Imreh István születésének nyolcvanadik évfordulójára; szerk. Kiss András, Kovács Kiss Gyöngy, Pozsony Ferenc; Erdélyi Múzeum-Egyesület, Kolozsvár, 1999
- Szatmár Vármegye Levéltára 1402-1919; összeáll. Kiss András, Lucia-Augusta Şerdan, Henzsel Ágota; Szabolcs-Szatmár-Bereg Megyei Önkormányzat Levéltára–Romániai Országos Levéltár Kolozs Megyei Igazgatósága, Nyíregyháza–Cluj-Napoca, 2000
- Kolozsvár 1000 éve. Kiadja az EME és az EMKE, 2001, Kolozsvár. (Egyik szerzője Kiss András)[5]
- Más források – más értelmezések; Mentor, Marosvásárhely, 2003 (Erdély emlékezete)
- Hegedűs Sándor–Kis András–Nemes István: Dicţionar juridic roman-maghiar / Román-magyar jogi szótár; 2. átd. és kibőv. Deák Levente és Osváth Judit; Kriterion, Kolozsvár, 2006
- Kolozsvári boszorkányperek, 1564-1743; szerk. Pakó László, Tóth G. Péter; Balassi, Bp., 2014 (A magyarországi boszorkányság forrásai)

## Díjak, elismerések
- Pauler Gyula-díj (2001)[6]
- Magyar Örökség díj (2010)[7]
- A Magyar Érdemrend tisztikeresztje (2013)[8]